# 魏諤
魏諤（1560年—？），字直卿，號冲寰，直隸廣平府清河縣人，民籍，明朝政治人物。

## 生平
萬曆七年（1579年）己卯科順天鄉試七十六名，萬曆十四年（1586年）丙戌科會試六十二名，登三甲第二百十六名進士。刑部观政，

## 家族
曾祖魏景元；祖父魏臻；父魏希廉。母閻氏。具庆下。兄魏訓。弟魏諫（廪生）、魏询、魏訒。